# 워드패스트
워드패스트(Wordfast)라는 이름은 워드패스트 LLC사가 개발한 수많은 번역 메모리 제품에 사용되는 이름이다. 오리지널 워드패스트 제품, 이른바 워드패스트 클래식(Wordfast Classic)은 1999년 Trados라는 잘 알려진 번역 메모리 프로그램의 더 값싼 대안으로서 Yves Champollion에 의해 개발되었다. 현재의 워드패스트 제품들은 다양한 플랫폼에서 실행되지만 상당히 호환성 높은 번역 메모리 포맷을 사용하며 비슷한 워크플로 또한 갖추고 있다. 이 소프트웨어는 프리랜스 번역가들에게 가장 대중적으로 쓰이지만 제품들 중 일부는 회사 환경에 적합하다.
워드패스트 LLC가 미국 델라웨어주에 위치해 있으나 개발 대부분은 프랑스 파리에서 이루어진다.

## 같이 보기
- 컴퓨터 보조 번역